# Licuala reptans
Licuala reptans är en enhjärtbladig växtart som beskrevs av Odoardo Beccari. Licuala reptans ingår i släktet Licuala och familjen Arecaceae. Inga underarter finns listade i Catalogue of Life.